# Laringoscopi

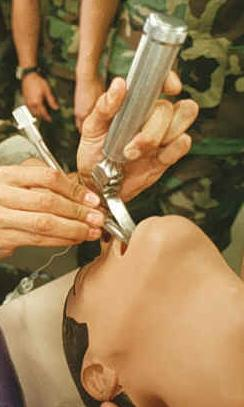
Una demostració de l'ús del laringoscopi.

Un laringoscopi és un instrument mèdic simple que serveix principalment per examinar la glotis i les cordes vocals.

## Descripció
L'aparell es compon de dues parts:
- Una fulla que serveix per apartar la llengua i l'epiglotis. Al final de la fulla sovint hi ha una font lluminosa (una petita bombeta o un punt de llum de fibra òptica). La fulla pot ser reutilitzable —en aquest cas cal esterilitzar-la després de cada ús— o d'un sol ús.
- Un mànec per manejar l'instrument. En el cas dels laringoscopis de fibra òptica o amb un altre tipus de font lluminosa, el mànec conté al seu interior les piles que alimenten la bombeta o la font lluminosa.[2]

El desenvolupament i la utilització del laringoscopi en la pràctica mèdica es deu en gran part al metge alemany Johann Czermak, si bé la seva invenció original es deu al mestre de cant espanyol Manuel Vicente García.

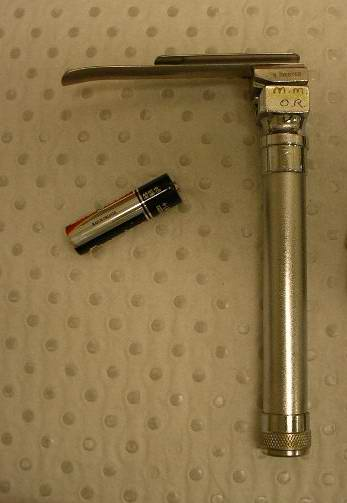
Laringoscopi pediàtric, amb lama recta.
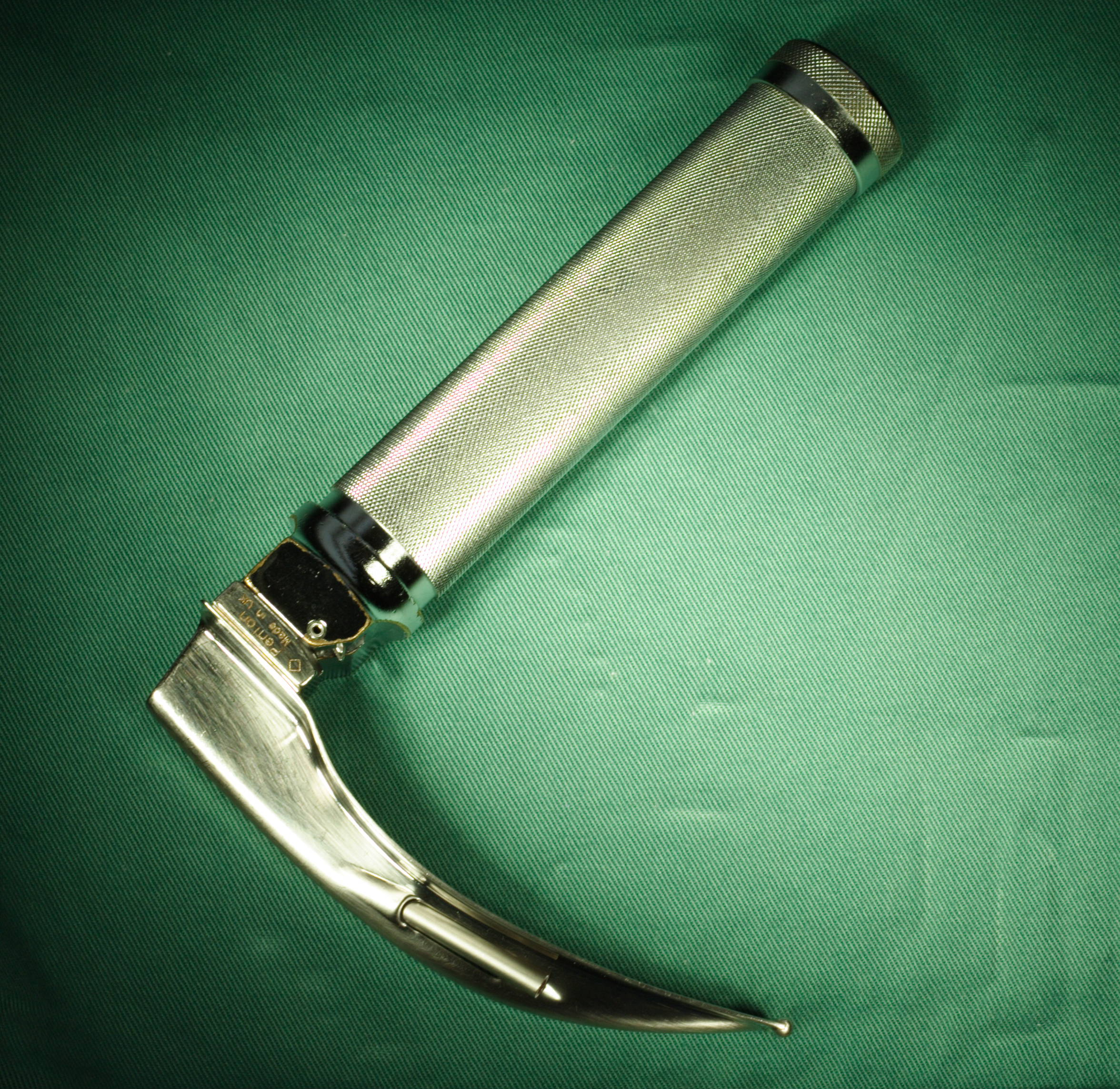
Laringoscopi amb lama de tipus McIntosh.